# Nationella programmet för IT i skolan
Nationella programmet för IT i skolan, förkortat ITiS, var ett statligt kompetensutvecklingsprogram för skolan som genomfördes i Sverige mellan 1999 och 2002. Programmet syftade till att bredda användningen av informationsteknik i undervisningen. Programmet riktade sig till skolor från förskoleklass till gymnasiet, samt efter förlängning även till vuxenutbildningen. Totalt kostade programmet 1,7 miljarder kronor under de år det genomfördes. Genomförandet organiserades av en myndighet under Utbildningsdepartementet, kallad Delegationen för IT i skolan. Cirka 75 000 lärare deltog i programmet, vilket motsvarade halva lärarkåren i de berörda skolformerna.

## Bakgrund
Under 1990-talet gjordes flera satsningar för att utveckla användningen av IT-verktyg. Den nybildade Stiftelsen för kunskaps- och kompetensutveckling (KK-stiftelsen) satsade 360 miljoner kronor på 27 vad man kallade "fyrtornsprojekt" under åren 1996–1999. I många andra västländer hade liknande initiativ tagits.
I vårpropositionen 1998 avsattes 1,5 miljarder kronor för en satsning på IT i skolan. Regeringen konkretiserade senare planerna i en skrivelse med titeln Lärandets verktyg – nationellt program för IT i skolan. Skrivelsen, som låg till grund för utformningen av programmet, tillstyrktes av utbildningsutskottet i riksdagen.

## Organisation
För att planera och genomföra programmet bildades den 1 juli 1998 Delegationen för IT i skolan som en statlig utredning (kommitté) under regeringskansliet. I oktober 1999 ombildades delegationen som en myndighet under regeringen. Förändringen tillkom på initiativ från delegationen och motiverades av att man behövde bättre system för ekonomisk uppföljning än regeringskansliet hade. Personalen i kansliet kom dock att fortsatt vara anställda av regeringskansliet och fakturerades delegationen som konsultkostnader.
Ordförande för delegationens var Staffan Bengtsson, statssekreterare i Utbildningsdepartementet. Därutöver bestod delegationen av representanter för Skolverket, Kommunförbundet, KK-stiftelsen, Lärarförbundet, Lärarnas riksförbund, och IT-kommissionen. Ordningen att låta en statssekreterare leda en myndighet under regeringen kritiserades som principiellt tveksam av Riksdagens revisorer i den granskning av programmet som de genomförde under 2002.
Under delegationen fanns ett 30-tal regionala samordnare knutna till kansliet som hade till uppdrag att stödja genomförandet i kommunerna och vara länken mellan skolorna och delegationen. I varje kommun fanns handledare, totalt cirka 1 100, som stöttade arbetslagens studier och ledde seminarier med arbetslagen. Det fanns även kommunala kontaktpersoner. Kommunerna ansvarade för att rekrytera handledare och dessa utbildades av lärarutbildningarna runt om i landet. Senare utredningar vittnade om stora variationer i handledarnas bakgrund och deras utbildning i programmet.

## Genomförande
Programmet utformades som ett erbjudande till kommunerna, där dessa kunde välja att tacka nej eller genomföra hela eller delar av programmet. Inbjudan sändes ut till kommunerna i februari 1999. Samtliga kommuner antog erbjudandet i sin helhet.
Uppdraget från regeringen berörde sju områden:
- Internet till skolor.
- Egen e-postadress för elever och lärare.
- Fortbildning för lärare med fokus på IT som ett lärandets verktyg.
- Förse de lärare som genomför fortbildningen med en dator.
- Utveckling av de svenska och europeiska skoldatanäten.
- Särskilda insatser riktade till handikappade elever.
- Pris för insatser inom IT-pedagogiken.

Den ursprungliga planen var att genomföra programmet under åren 1999 till 2001, men programmet förlängdes ett år och avslutades 2002. Det extra året innebar att 13 000 ytterligare lärare inom främst vuxenutbildningen kunde genomgå programmet. Totalt genomgick cirka 75 000 lärare programmet mellan 1999 och 2002, vilket motsvarade halva lärarkåren i de berörda skolformerna. Utöver lärarna genomgick även 6 000 skolledare en särskild utbildning inom programmet.
Deltagande var förenat med ett antal villkor. Bland annat ansökte lärarna gemensamt i ett arbetslag. I undervisningen skulle ett projektarbete genomföras och i detta skulle problembaserat lärande tillämpas. Lärarnas fortbildning skedde genom självstudier och genom seminarier inom arbetslagen. Omfattningen motsvarade cirka tre veckors heltidsstudier som kunde sträckas ut under en tid upp till en termin. Lärarfacken kritiserade att det inte avsattes tid för lärarna utan de förväntades genomföra fortbildningen utöver ordinarie undervisningsverksamhet.
Av programmets kostnader på cirka 1,7 miljarder kronor användes 700 miljoner till att förse deltagande lärare med datorer. Kommunerna fick också bidrag om 540 miljoner kronor för internet och e-post till deltagande skolor. Fortbildningen av lärare beräknas ha kostat 200 miljoner kronor.
Efter programmets slut övergick ansvaret för fortsatt utveckling av IT-användandet i skolan till kommunerna. En arbetsgrupp tillsattes under 2002 för att ta fram förslag på en ny IT-strategi för skolan. När Myndigheten för skolutveckling inrättades 2003 fick den ett särskilt uppdrag att förvalta och sprida lärdomarna från programmet för IT i skolan. Delegationen för IT i skolan avvecklades den 30 juni 2003.

## Utvärdering
Högskolan i Halmstad och Högskolan i Jönköping fick i uppdrag att fortlöpande utvärdera verksamheten. De publicerade sina slutsatser i ett antal rapporter. Mohamed Chaib och Ulla Tebelius, som var huvudansvariga för utvärderingen, drog slutsatsen att programmet genomfördes vid rätt tidpunkt och att konceptet var framgångsrikt. Däremot varnade de för att lärarnas nyvunna kompetens skulle gå om intet om den inte togs till vara. I deras undersökning svarade 40 procent av de tillfrågade arbetslagen att de hade startat ytterligare utvecklingsarbete efter ITiS.
Även Riksdagens revisorer genomförde en granskning av programmet. Revisorerna drog slutsatsen att genomförandet fungerade väl, även om det funnits svårigheter kopplade till att programmet startade i full skala från första terminen. De ansåg även att beredningen av satsningen inte i tillräcklig grad utrett behoven i kommunerna. Särskilt inköpen av datorer till deltagande lärare ansåg man kunde ha fått en mer ändamålsenlig dimensionering och utformning.